# ラジャダムナン・スタジアム

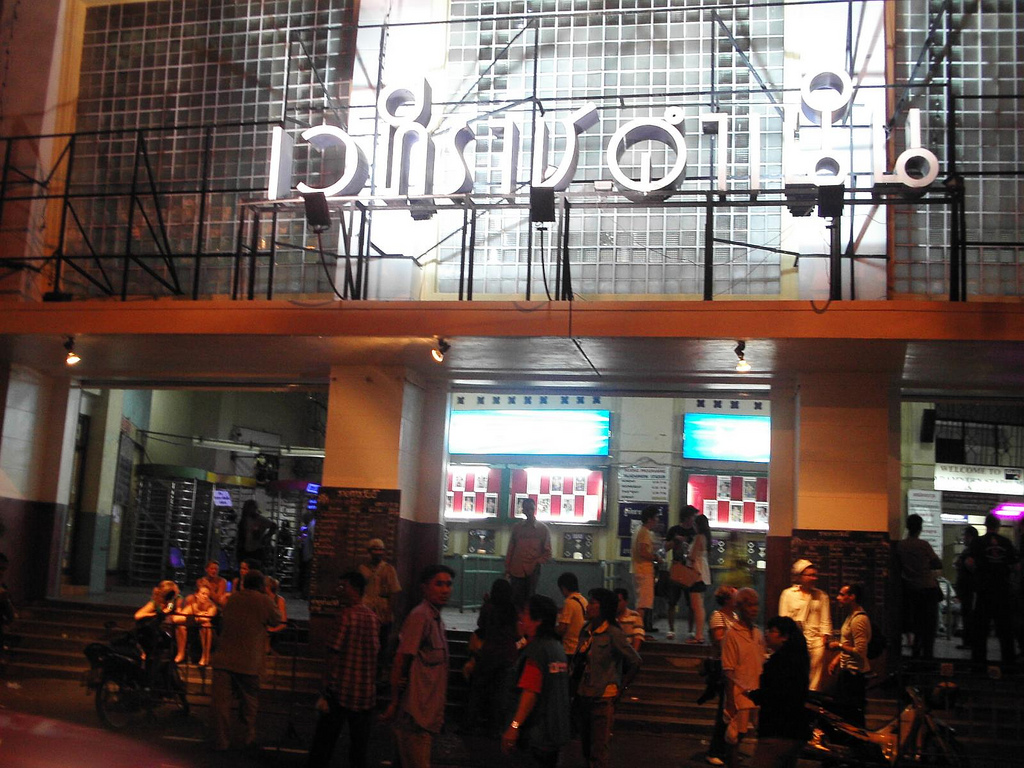
ラチャダムヌーン・スタジアム

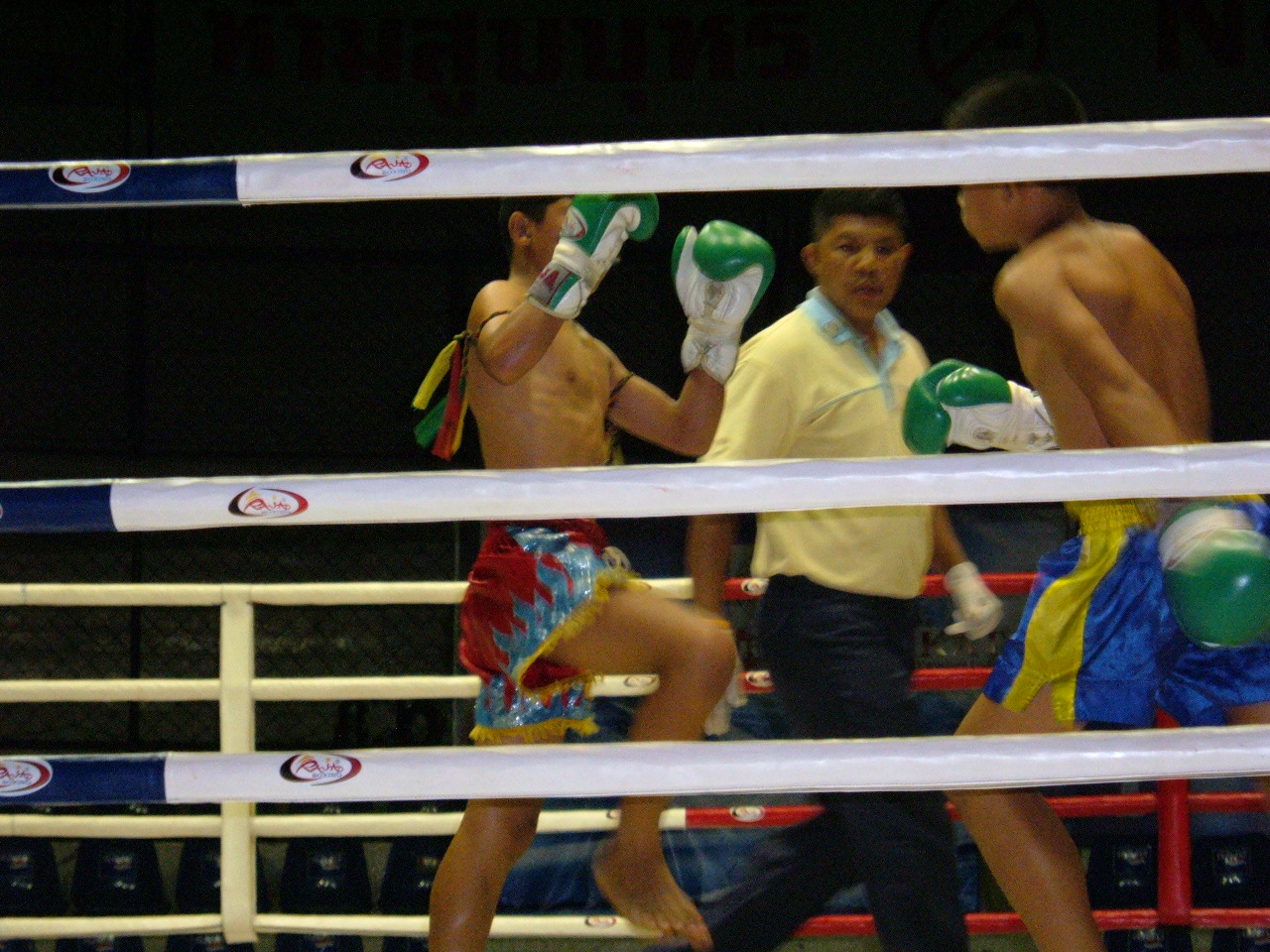
ムエタイの競技の様子

ラチャダムヌーン・スタジアム（泰: เวทีมวยราชดำเนิน、英: Rajadamnern Stadium）は、タイのバンコク・ポーンプラープ区、ラチャダムヌーンノーク通りにあるムエタイおよびボクシング専用の競技施設。ルンピニー・スタジアムと並び、常設施設の中では最高の権威をもつムエタイ試合会場である。収容人数は1万人以上。観客席にも空調設備があり快適に観戦できるが、試合の質に大きなバラつきがあり、付近に住宅地や商業地が少ないことと駐車場がないことなどからも、一部の人気プロモーター以外の興行では観客動員数でルンピニー・スタジアムに遅れをとっている。
ラジャダムナン・スタジアムは権威ある施設のため、女性は試合はおろかリングに上がることもできなかったが、2022年に初めて女子の試合が開催された。

## 歴史
- 1941年（タイ仏歴2484年）に首相であったプレーク・ピブーンソンクラーム元帥の命により国立ボクシングスタジアムとして開設された。タイで最も歴史がある施設だが、初めは露天の試合場であった。
- 何度かの改築を経て、1951年（タイ仏歴2494年）にほぼ現在のものと同じ状態が完成した。
- 1969年ロッキー・マルシアノが、Raksak Wayupuk対Saknoi Sor Kosumの国際マッチのゲスト・レフェリーとして参加した。

## 試合開催日
毎週月曜日、水曜日、木曜日、日曜日に試合がある。日曜以外は午後6時ごろより開始、ルンピニー・スタジアムと異なり初めから第1試合と数える。日曜は若手の選手の出場が多く、技術的にはやや未熟であるがその分KO試合も多い。「クーエーク」(คู่เอก)と呼ばれるメインイベントは、第7試合か第8試合が多いが流動的である。メインイベントは最終試合ではなく、その後にややレベルの落ちる選手の試合が2試合ほどあり、その中には若手選手の国際式ボクシングの試合がしばしば含まれる（以前はラチャダムヌーンでもルンピニーでも必ず1試合興行内に国際式の試合の組み込みが義務付けられたが2000年代後半に同規定が撤廃で国際式の試合開始が著しく減少）。なお、仏教や王室に関して重要な行事のある日は、曜日にかかわらず試合は一切行われない。

## スタジアムの運営
当初は王室財務局が運営していたために王室系としばしば表現されるが、1953年（タイ仏歴2496年）よりラチャダムヌーン・スタジアム株式会社が管理し、ランキングの作成やレフェリーの管理等はTBCが担当している。

## プロモーター
試合の興行権は、審査を受け登録された公認プロモーターのみにある。現在は13人でそれぞれ自分の興行名がある。新日本キックボクシング協会も自主興行実施した事もある。
主なプロモーターに（アンモーこと）チューチャルーン・ラウィーアラムウェン、ソンチャイ・ラタナスバン、ニワット・ラオスワンワットなどがいる。

## 呼び方について
日本ではラジャダムナン・スタジアムの語で定着しているが、タイ国政府観光庁はラチャダムヌーンの表記を採用している。よりタイ語に近い発音はラーチャダムヌーン・スタジアムとなる。しかしタイ語での正式名称はウェーティー・ムアイ・ラーチャダムヌーン( เวทีมวยราชดำเนิน )であり、タクシーなどの運転手の一部には「スタジアム」という語が理解されない恐れもある。またルンピニー・スタジアムと違い、観客席にも冷房が効いているので、俗称としてウィッグ・エーと呼ばれることもある。

## アクセス
- バンコク都バス70, 509

バックパッカーの聖地として知られるカオサン通りから歩いて十数分程度とほど近いこともあり、日本人を多く含むバックパッカーの観戦者も多い。